# Neurogomphus zambeziensis
Neurogomphus zambeziensis é uma espécie de libelinha da família Gomphidae.
Pode ser encontrada nos seguintes países: Botswana, Moçambique, Namíbia, África do Sul, Zâmbia, Zimbabwe e possivelmente em Tanzânia.
Os seus habitats naturais são: florestas subtropicais ou tropicais húmidas de baixa altitude, matagal árido tropical ou subtropical, matagal húmido tropical ou subtropical e rios.